# Sebeshely

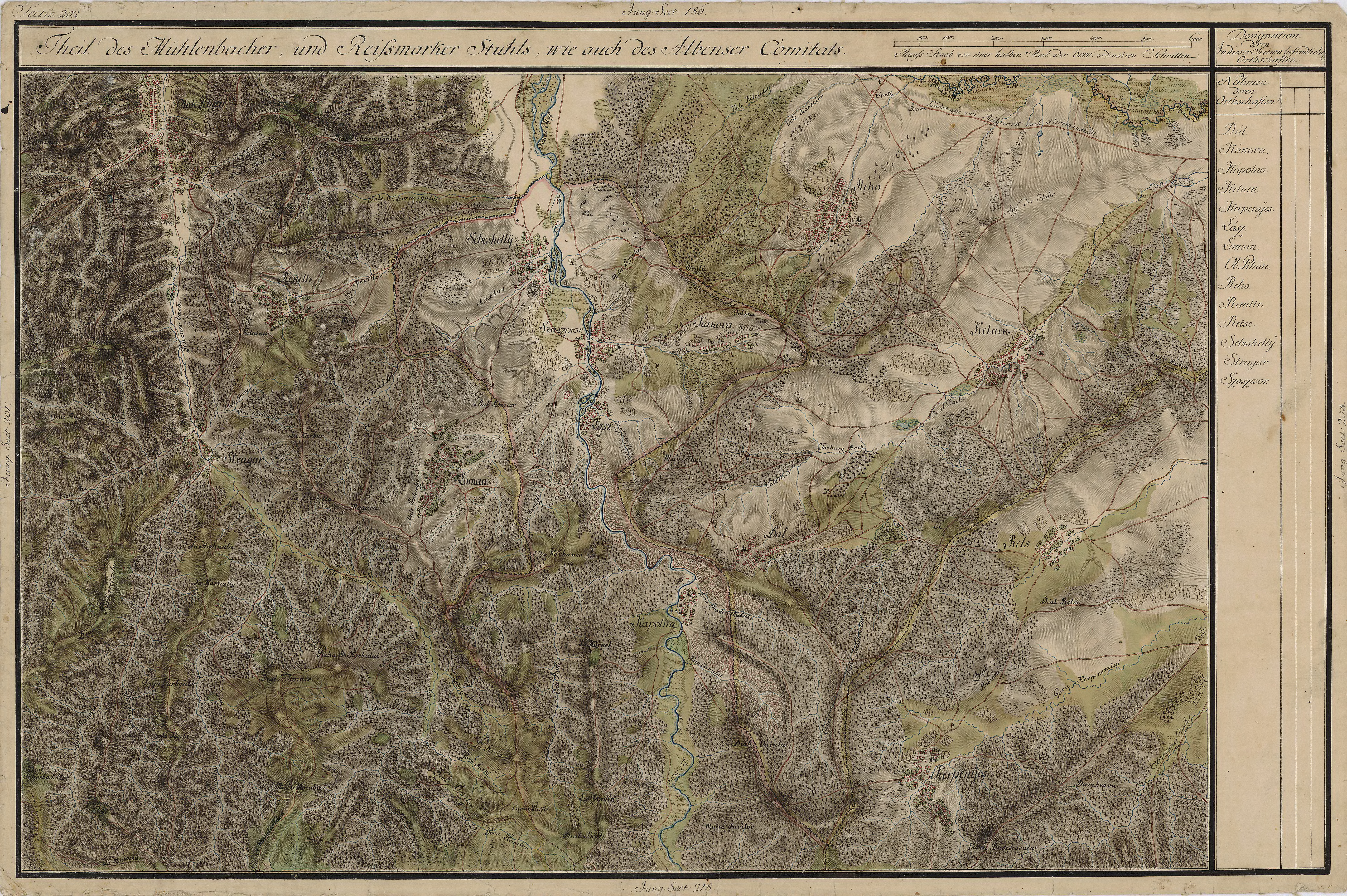
A falu környéke 1769 és 1773 között

Sebeshely (románul: Sebeșel, németül: Kleinmühlbach) falu Romániában, Erdélyben, Fehér megyében.

## Nevének eredete
Először 1309-ben említették, Subcastro Petri ('Péterváralja') néven, amely Pétervárára utalt. A jelek szerint azonban a Szászsebessel párhuzamos név ragadt meg, amelyet középkori szász lakóitól kaphatott. (Először latinul, 1382-ben: Sebes Minor, majd magyarul, 1384-ben: Kyssebes.) A szász lakosságot felváltó románok ezt a nevet adaptálták az -el román kicsinyítő képzővel (első említése 1607-ből: Sebesel). Mai magyar neve a román névből keletkezett népetimológiával, és már 1639-ből adatolható: Sebeshely. Lakóinak helyi megnevezése șighișeni.

## Fekvése
Gyulafehérvártól 24 km-re délre, Szászsebestől 9 km-re délre, Szászcsór, Rekitta és Péterfalva közt, a Sebes folyó bal partján fekszik.

## Népesség
- 1733-ban 107 családot írtak benne össze, négy pappal.
- 1760–62-ben 107 ortodox család lakta két pappal és két görögkatolikus család, szintén két pappal.
- 1805-ben 168 ortodox család lakta, két pappal.
- 1880-ban 758 lakosából 726 volt román és 27 egyéb (cigány) anyanyelvű; 752 ortodox vallású.
- 2002-ben 1233 lakosából 1223 vallotta magát román nemzetiségűnek; 1071 ortodox és 153 pünkösdi vallásúnak.

## Története
1277 előtt a vízaknai Péter geréb, a Péterfalviak őse alapította szász lakossággal és építette a róla elnevezett Pétervárát az egyik környékbeli hegyen. (Róla kapta a nevét Péterfalva is.) A várat a király parancsára 1280-ban lerombolták, mert birtokosa a környék fosztogatására használta. A Királyföld megszerveződése után vármegyei területen maradt és a továbbiakban (egészen 1876-ig) Fehér, majd Alsó-Fehér vármegye Szászsebesszék, Szászvárosszék és Szelistyeszék által közrefogott exklávéjához tartozott. 1324-ben a kelneki gerébek birtokába került, majd Zsigmond 1403-ban az akkor még szász lakosságú jobbágyfalut a segesvári Mihálynak és Salamonnak adományozta. 1446-ban említik a birtokához tartozó három környékbeli román falut, Kákovát, Nekfalw-t és Slavendorf-ot. 1503-ban ismét a kelneki Gerébek bírták uradalmát, de állandó perek tárgya volt. 1514-ben a gyulafehérvári káptalan kapta meg Szapolyai Jánostól. 1538-ban már biztosan román lakosságú volt. 1570-ben Szászcsórral együtt a szászsebesi magisztrátusé lett, majd Bocskai István 1606-ban Pernyeszi Gábornak adta.
Román lakói egy 1681-es feljegyzés szerint főként pásztorkodásból éltek. Többek között a vajdahunyadi uradalom hegyein legeltettek, de transzhumáló pásztorkodást is folytattak; nyájaikat a Duna völgyébe vagy Dobrudzsába hajtották telelni. A gazdálkodásáról fennmaradt adatok módos faluról tanúskodnak, és máig a környék egyik élen járó falujaként tartják számon. Utolsó feudális földesurai, gr. Rhédey János és br. Kemény Miklós birtokukat eladták Johann Erdt péterfalvi papírgyárosnak, akitől 1886-ban Potocki János, majd a péterfalvi szász község vásárolta meg. Az 1880-as években végrehajtott tagosítás folyamán lakói hozzájutottak a Rekittai-pataktól északra fekvő, korábban Péterfalvához tartozó földekhez. 1890 körül a módosabb sebeshelyi gazdák megvásárolták a Șermag nevű határrészt, majd 1893 és az első világháború között a Țăț-hegy tervezett megvásárlása osztotta meg a falu közvéleményét. Az ortodox egyházközség 1905 és 1911 között „mintaiskolát” épített.
1876-ban Szeben vármegyéhez csatolták. Egy Bocuzé nevű francia vállalkozó aranymosás céljára vállalatot alapított és három mérnökkel 1909 és 11 között medencéket és vízgyűjtő csatornákat ásatott a községtől bérelt Șermag falurészen. Csak a világháború húzta keresztbe számításait. 1937–39-ben a falusiak hangadó része legionárius érzelmű volt és a németekkel szimpatizált. A Valea Beiului-ban élő, román anyanyelvű (beás) cigányok korábban aranyat mostak és különböző faeszközöket, kosarakat, seprűt készítettek, melyekért cserébe a község biztosította nekik a favágás jogát. A helyi emlékezet szerint 1960-ban történt az első verekedés a faluban románok és cigányok között.

## Látnivalók
- Ortodox templomát 1809–13-ban Filip Bogătanu építette.

## Híres emberek
- Itt született 1848-ban, itt dolgozott és itt is halt meg 1904-ben Sava Henția festő. Papi dinasztiából származott; 1814 és 1936 között az összes sebeshelyi pap a Henția/Hința/Hentza családból került ki. A nemesi kúria, amelyet a Rhédeyektől vásárolt meg és amelyben haláláig lakott, 2001-ben teljesen rommá vált, miután beomlott a tetőzete.[2]
- Itt született 1914-ben Mircea Zdrenghea nyelvész.